# Inline-Skaterhockey-Europameisterschaft
Die Inline-Skaterhockey-Europameisterschaften (englisch IISHF European Championship) sind eine Reihe von europaweiten Inline-Skaterhockey-Turnieren und werden jährlich von der International Inline Skater Hockey Federation (IISHF) ausgetragen.
Die erste Europameisterschaft wurde 1997 in den Bereichen Junioren (16 – 18 Jahre), Damen und Herren ausgespielt.

## Bisherige Europameisterschaften

### Herren
| Jahr | Gold           | Silber         | Bronze         | Ort                        |
| ---- | -------------- | -------------- | -------------- | -------------------------- |
| 1997 | Großbritannien | Deutschland    | Schweiz        | Kaarst                     |
| 1998 | Dänemark       | Deutschland    | ---            | Kopenhagen                 |
| 1999 | Deutschland    | Dänemark       | ---            | Iserlohn                   |
| 2000 | Deutschland    | Dänemark       | ---            | Brighton                   |
| 2001 | Dänemark       | Schweiz        | Deutschland    | Kopenhagen                 |
| 2002 | Schweiz        | Deutschland    | Dänemark       | Bussy                      |
| 2003 | Deutschland    | Schweiz        | Dänemark       | Doncaster                  |
| 2004 | Schweiz        | Deutschland    | Dänemark       | Torquay                    |
| 2005 | Deutschland    | Schweiz        | Dänemark       | Kaarst                     |
| 2006 | Deutschland    | Schweiz        | Österreich     | Lugano                     |
| 2007 | Schweiz        | Deutschland    | Großbritannien | Steindorf am Ossiacher See |
| 2008 | Deutschland    | Großbritannien | Schweiz        | Stegersbach                |
| 2009 | Schweiz        | Dänemark       | Großbritannien | Lugano                     |
| 2010 | Dänemark       | Schweiz        | Deutschland    | Lugano                     |
| 2011 | Deutschland    | Großbritannien | Dänemark       | Stegersbach                |
| 2012 | Schweiz        | Großbritannien | Dänemark       | Givisiez                   |
| 2013 | Deutschland    | Schweiz        | Dänemark       | Rødovre                    |
| 2014 | Deutschland    | Dänemark       | Schweiz        | Kaarst                     |
| 2016 | Deutschland    | Schweiz        | Großbritannien | Opatija                    |
| 2018 | Schweiz        | Deutschland    | Großbritannien | Rossemaison                |
| 2019 | Schweiz        | Deutschland    | Dänemark       | Rødovre                    |
| 2022 | Deutschland    | Dänemark       | Schweiz        | Duisburg                   |
| 2023 | Deutschland    | Schweiz        | Dänemark       | Givisiez                   |

### Junioren
| Jahr | Gold                   | Silber                 | Bronze                 | Ort          |
| ---- | ---------------------- | ---------------------- | ---------------------- | ------------ |
| 1997 | Deutschland            | Vereinigtes Königreich | ---                    | Kaarst       |
| 1999 | Dänemark               | Deutschland            | ---                    | ---          |
| 2000 | Deutschland            | Vereinigtes Königreich | ---                    | Brighton     |
| 2001 | Vereinigtes Königreich | Dänemark               | ---                    | Valkenswaard |
| 2002 | Schweiz                | Dänemark               | Vereinigtes Königreich | Bussy        |
| 2003 | Schweiz                | Deutschland            | Vereinigtes Königreich | Doncaster    |
| 2004 | Deutschland            | Schweiz                | Dänemark               | Torquay      |
| 2005 | Deutschland            | Schweiz                | Vereinigtes Königreich | Kaarst       |
| 2006 | Deutschland            | Vereinigtes Königreich | Schweiz                | Lugano       |
| 2007 | Deutschland            | Schweiz                | Vereinigtes Königreich | Lugano       |
| 2008 | Schweiz                | Deutschland            | Vereinigtes Königreich | Krefeld      |
| 2009 | Deutschland            | Schweiz                | Vereinigtes Königreich | Stegersbach  |
| 2010 | Deutschland            | Vereinigtes Königreich | Schweiz                | Iserlohn     |
| 2011 | Deutschland            | Schweiz                | Österreich             | Zaandam      |
| 2012 | Deutschland            | Schweiz                | Vereinigtes Königreich | Aarhus       |
| 2013 | Deutschland            | Schweiz                | Vereinigtes Königreich | Düsseldorf   |
| 2014 | Deutschland            | Schweiz                | Österreich             | Stegersbach  |
| 2015 | Schweiz                | Deutschland            | Österreich             | Delnice      |
| 2016 | Deutschland            | Schweiz                | Österreich             | Kastav       |
| 2017 | Deutschland            | Schweiz                | Österreich             | Iserlohn     |
| 2018 | Deutschland            | Schweiz                | Vereinigtes Königreich | Lugano       |
| 2019 | Schweiz                | Deutschland            | Vereinigtes Königreich | Krefeld      |
| 2022 | Vereinigtes Königreich | Deutschland            | Schweiz                | Bordon       |
| 2023 | Deutschland            | Schweiz                | Vereinigtes Königreich | Givisiez     |

### Damen
| Jahr | Gold        | Silber      | Bronze                 | Ort                        |
| ---- | ----------- | ----------- | ---------------------- | -------------------------- |
| 1997 | Deutschland | Dänemark    | Schweiz                | Kaarst                     |
| 1998 | Deutschland | Dänemark    | ---                    | Kopenhagen                 |
| 2000 | Deutschland | Dänemark    | ---                    | Kopenhagen                 |
| 2001 | Deutschland | Dänemark    | Schweiz                | Menden (Sauerland)         |
| 2002 | Deutschland | Schweiz     | Dänemark               | Kerkdriel                  |
| 2003 | Deutschland | Dänemark    | ---                    | Essen                      |
| 2004 | Dänemark    | Deutschland | Vereinigtes Königreich | Essen                      |
| 2007 | Deutschland | Schweiz     | Österreich             | Steindorf am Ossiacher See |
| 2008 | Dänemark    | Deutschland | Schweiz                | Aarhus                     |
| 2009 | Deutschland | Österreich  | Dänemark               | Stegersbach                |

Seit 2010 finden keine Damen-Europameisterschaften mehr statt.

## Medaillenspiegel

### Herren
| Rang | Land           | Gold | Silber | Bronze | Gesamt |
| ---- | -------------- | ---- | ------ | ------ | ------ |
| 1    | Deutschland    | 12   | 7      | 1      | 20     |
| 2    | Schweiz        | 7    | 7      | 4      | 18     |
| 3    | Dänemark       | 2    | 5      | 8      | 15     |
| 4    | Großbritannien | 1    | 3      | 4      | 8      |
| 5    | Österreich     | -    | -      | 1      | 1      |

### Junioren
| Rang | Land           | Gold | Silber | Bronze | Gesamt |
| ---- | -------------- | ---- | ------ | ------ | ------ |
| 1    | Deutschland    | 15   | 6      | 1      | 22     |
| 2    | Schweiz        | 5    | 11     | 6      | 22     |
| 3    | Großbritannien | 2    | 5      | 9      | 16     |
| 4    | Dänemark       | 1    | 1      | 3      | 5      |
| 5    | Österreich     | -    | -      | 5      | 5      |

### Damen
| Rang | Land           | Gold | Silber | Bronze | Gesamt |
| ---- | -------------- | ---- | ------ | ------ | ------ |
| 1    | Deutschland    | 8    | 2      | -      | 10     |
| 2    | Dänemark       | 2    | 5      | 2      | 9      |
| 3    | Schweiz        | -    | 2      | 3      | 5      |
| 4    | Österreich     | -    | 1      | 1      | 2      |
| 5    | Großbritannien | -    | -      | 1      | 1      |